# Eupsamma
Eupsamma là một chi bướm đêm thuộc họ Geometridae.